# Pablo Ramos (escritor)
Pablo Ramos (Avellaneda, 1966) es un escritor, guionista y músico argentino.
Su obra literaria ha sido traducida al francés, al alemán, al serbio y al inglés. Obtuvo el Premio Opera Prima del INCAA por El estaño de los peces basado en su novela El origen de la tristeza y el Premio Tato al mejor guion televisivo del año 2015 por la serie Historia de un clan, junto a Luis Ortega. Escribió y condujo el programa de TV Animal que cuenta, emitido por canal Encuentro.

## Obra

### Novelas
- 2004: El origen de la tristeza
- 2004: Cuando lo peor haya pasado
- 2007: La ley de la ferocidad
- 2010: En cinco minutos levántate María
- 2011: El sueño de los murciélagos
- 2016: Hasta que puedas quererte solo
- 2019: Amor no Roma mi amor
- 2021: El origen de la alegría
- 2024: El hambre y el Arcángel

### Cuentos
- 2012: El camino de la luna
- 2012: Un hilo de oro puro: relatos escogidos

### Poesía
- 1998: Lo pasado pisado